# Clyde Drexler
Clyde Austin Drexler (New Orleans, 22 juni 1962) is een Amerikaans voormalig professioneel basketballer. Hij won een gouden medaille op de Olympische Zomerspelen 1992 met de Verenigde Staten en werd in 1995 met de Houston Rockets kampioen van de NBA. Drexler werd tien keer verkozen in het All-Star Team en in 2004 opgenomen in de Basketbal Hall of Fame. Zowel de Portland Trail Blazers als de Houston Rockets trokken het shirt met zijn nummer (22) terug uit de competitie, zodat na hem geen speler het meer mag dragen
Shooting-guard Drexler speelde het grootste gedeelte van zijn profcarrière voor de Portland Trail Blazers (1982-1995). Zij pikten hem op bij de NBA Draft van 1983. Clyde the Glide bereikte twee NBA Finals met de Blazers, maar verloor daarin van de Detroit Pistons (1990) en van de Chicago Bulls (1992).
Hij speelde van 1995 tot en met 1998 vervolgens voor titelkandidaat Houston Rockets, omdat Portland bereid was hem op zijn eigen verzoek te ruilen met Otis Thorpe. In zijn eerste jaar in Houston werd hij voor het eerst in zijn basketbalcarrière NBA kampioen, na een 4-0-overwinning in de finale tegen de Orlando Magic.

## Dream Team
Drexler was samen met onder anderen Charles Barkley, Larry Bird, Patrick Ewing, Magic Johnson, Michael Jordan, Karl Malone en Scottie Pippen lid van het originele Dream Team dat in 1992 olympisch goud won.
| Logo van de Olympische Spelen | Goud | Zilver | Brons | Logo van de Olympische Spelen |
|                               | 1    | 0      | 0     |                               |

7 Herrera · 
10 Cassell · 
11 Maxwell · 
17 Elie · 
22 Drexler · 
25 Horry · 
27 Jones · 
30 Smith · 
32 Chilcutt · 
34 Olajuwon · 
52 Brown · 
55 Tabak · 
Coach Tomjanovich
- International Standard Name Identifier: 0000 0000 3444 0611
- Library of Congress Control Number: n97033803
- Virtual International Authority File: 75597121
- WorldCat: E39PBJdMbqV8FdKbPt7vhtHKVC